# برج كولونيا

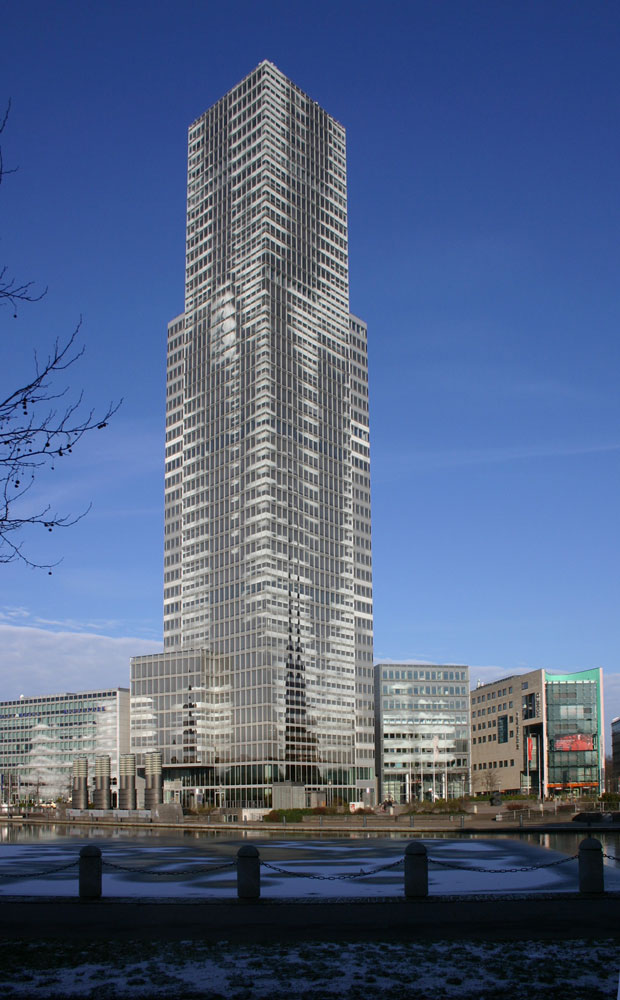
برج كولونيا

برج كولونيا ( بالألمانية: KölnTurm ) أعلى بناية للمكاتب في مدينة كولونيا يبلغ طوله 148,5 متر (165,48 مع الهوائي) تم بنائه في مدة عامين ونصف، من 1 يونيو 1999 حتى 21 نوفمبر 2001 ويقع في ميديابارك . يعتبر برج كولونيا ثاني أعلى برج في ولاية شمال الراين ويستفاليا بعد برج بون والثاني عشر في ألمانيا ككل، منذ 9 يونيو 2006 يوجد في الطابق الثلاثين أيضا مطعم خاص للجميع ويمكن مشاهدة المدينة .

## هندسة معمارية
الخرسانة المسلحة أنشأت بالتعاون مع مكتب الدراسات المعمارية كول وكول والمعماري الباريسي جون نوفال .

## وصلات داخلية
- مبنى كولونيا

## وصلات خارجية
- الموقع الرسمي لبرج كولونيا